# Шкрьоба Павло Маркович
Павло Маркович Шкрьоба (3 (16) листопада 1909, Миколаїв—1985, Київ) — актор, режисер Київського українського драматичного театру імені Івана Франка. Чоловік Нонни Копержинської (2-й шлюб).

## Сім'я

Могила Нонни Копержинської і Павла Шкрьоби

Народився в м. Миколаєві у сім'ї робітників. Батько — Марко Іванович працював на суднобудівному заводі «Наваль» (сьогодні — «Чорноморський суднобудівний завод») разом зі своїми рідними братами. Щонайменше двох з них, Дмитра Івановича та Антона Івановича, було репресовано у середині 30-х років XX століття. Мати — Віра Артемівна Мазуренко, походила з селян містечка Глодоси (Херсонська губернія, Єлисаветградський повіт, Глодоська волость).

## Смерть
Пішов з життя у 1985 році в лікарні вчених (нині — м. Київ, Вознесенський узвіз, 20). Похований в Києві на Байковому цвинтарі.

## Фільмографія
- 1976 «Дума про Ковпака»:: старий в спаленому селі;
- 1976 «Карпати, Карпати …», 3-й фільм;
- 1974 «Білий башлик»;
- 1971 «Кам'яний господар» (телеспектакль);
- 1963 «Новели Красного дому»;
- 1962 «Серед добрих людей»;
- 1962 «Свіччине весілля» (телеспектакль):: осмник;
- 1961 «Радість моя»:: епізод;
- 1961 «Повія»:: Колесник, комерсант, приятель Загнибіди, поміщик, член земської управи;
- 1958 «Чарівна ніч» (короткометражний):: Савка;
- 1957 «Правда»:: епізод;
- 1956 «Суєта»:: Тарас Гупаленко;
- 1955 «Пригоди з піджаком Тарапуньки» (короткометражний)
- 1952 «Украдене щастя».

## Режисерські постановки у театрі Франко
- «В неділю рано зілля копала» (прем'єра — 19 жовтня 1963);
- «Шельменко-денщик» (прем'єра — 7 лютого 1964);
- «Бесталанна» (прем'єра — 20 січня 1965);
- «На кордоні» (прем'єра — 23 березня 1966);
- «Грозова ніч» (прем'єра — 9 березня 1968);
- «Робінзон Кукурузо» (прем'єра — 31 грудня 1970).